# Megazancla
Megazancla là một chi bướm đêm thuộc họ Geometridae.